# Oides margineguttata
Oides margineguttata es una especie de insecto coleóptero de la familia Chrysomelidae.
Fue descrita científicamente en 1853 por Blanchard.